# Premio al mejor Baloncestista Masculino del Año de la Mid-Eastern Athletic Conference
El Premio al mejor Baloncestista Masculino del Año de la Mid-Eastern Athletic Conference (en inglés,  Mid-Eastern Athletic Conference Men's Basketball Player of the Year) es un galardón que otorga la Mid-Eastern Athletic Conference (MEAC) al jugador más destacado de la temporada. El premio se concede desde la temporada 1971–72.Dos jugadores han ganado el premio en tres ocasiones: Marvin Webster de Morgan State (1973–75) y Joe Binion de North Carolina A&T (1982–84). La universidad más galardonada es precisamente North Carolina A&T, con nueve premios, pero ninguno desde 1988. Dos miembros actuales de la MEAC nunca han resultado galardonados: Maryland Eastern Shore y Savannah State.

## Ganadores

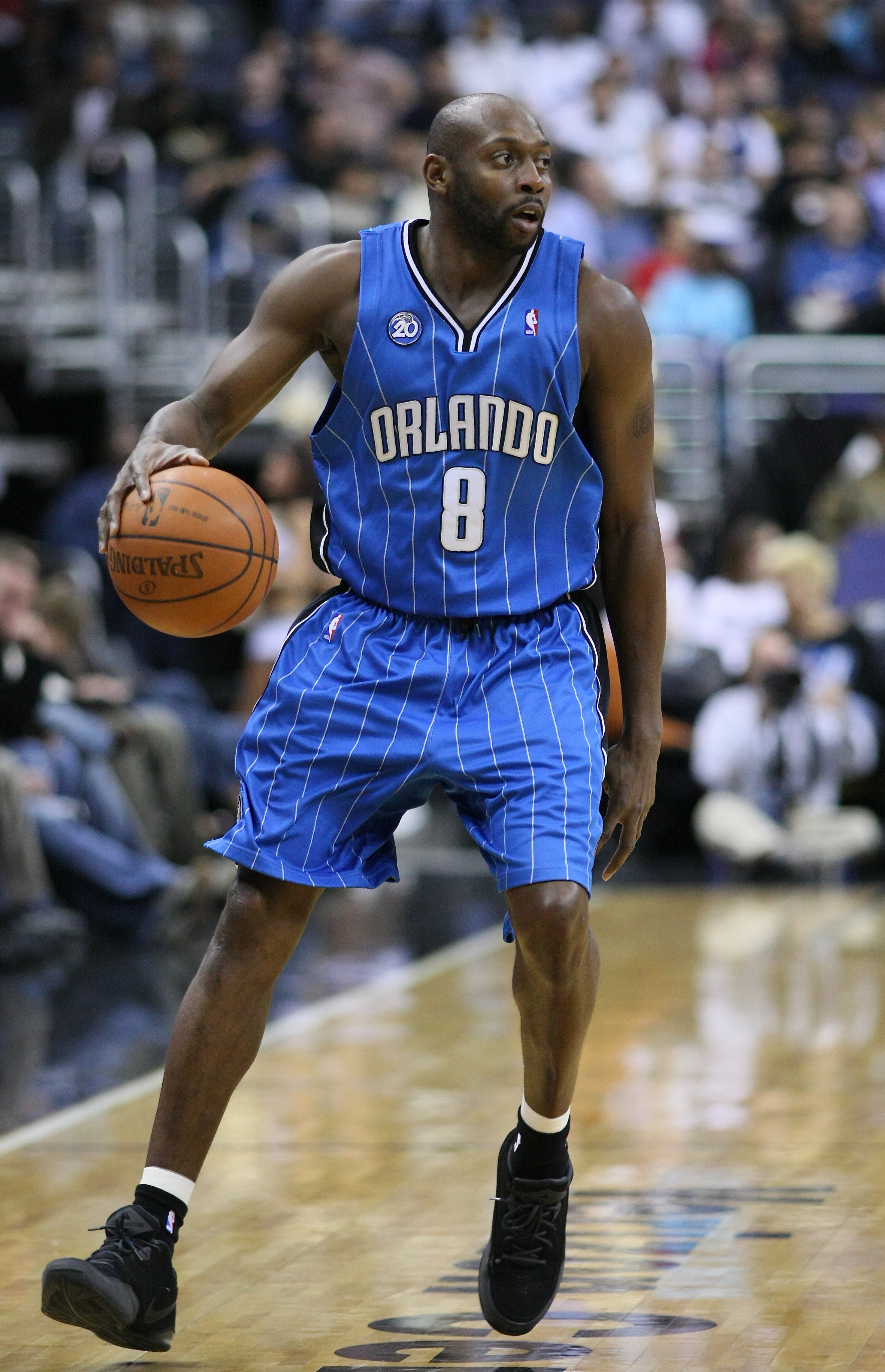
Anthony Johnson ganó el premio en 1997 con College of Charleston.

| †           | Co-Jugadores del Año                                                                                                |
| *           | Ganador del premio al mejor universitario del año: el Naismith College Player of the Year o el John R. Wooden Award |
| Jugador (X) | Denota el número de veces que ha conseguido el galardón                                                             |

| Temporada | Jugador             | Universidad            | Posición        | Curso     |
| --------- | ------------------- | ---------------------- | --------------- | --------- |
| 1971–72   | Elmer Austin        | North Carolina A&T     |                 | Senior    |
| 1972–73   | Marvin Webster      | Morgan State           | Pívot           | Sophomore |
| 1973–74   | Marvin Webster (2)  | Morgan State           | Pívot           | Junior    |
| 1974–75   | Marvin Webster (3)  | Morgan State           | Pívot           | Senior    |
| 1975–76   | James Sparrow       | North Carolina A&T     |                 | Freshman  |
| 1976–77   | Eric Evans          | Morgan State           |                 | Junior    |
| 1977–78   | Gerald Glover       | Howard                 |                 | Senior    |
| 1978–79   | Joe Brawner         | North Carolina A&T     |                 | Junior    |
| 1979–80   | James Ratiff        | Howard                 | Ala-Pívot       | Sophomore |
| 1980–81   | James Ratiff (2)    | Howard                 | Ala-Pívot       | Junior    |
| 1981–82   | Joe Binion          | North Carolina A&T     | Alero           | Sophomore |
| 1982–83   | Joe Binion (2)      | North Carolina A&T     | Alero           | Junior    |
| 1983–84   | Joe Binion (3)      | North Carolina A&T     | Alero           | Senior    |
| 1984–85   | Eric Boyd           | North Carolina A&T     |                 | Junior    |
| 1985–86   | Don Hill            | Bethune-Cookman        | Pívot           | Senior    |
| 1986–87   | George Cale         | North Carolina A&T     |                 | Senior    |
| 1987–88   | Claude Williams     | North Carolina A&T     |                 | Senior    |
| 1988–89   | Tom Davis           | Delaware State         | Ala-Pívot       | Sophomore |
| 1989–90   | Larry Stewart       | Coppin State           | Ala-Pívot       | Junior    |
| 1990–91   | Larry Stewart (2)   | Coppin State           | Ala-Pívot       | Senior    |
| 1991–92   | Delon Turner        | Florida A&M            | Alero           | Junior    |
| 1992–93   | Jackie Robinson     | South Carolina State   |                 |           |
| 1993–94   | Stephen Stewart     | Coppin State           | Escolta / Alero | Junior    |
| 1994–95   | Stephen Stewart (2) | Coppin State           | Escolta / Alero | Senior    |
| 1995–96   | Terquin Mott        | Coppin State           | Ala-Pívot       | Junior    |
| 1996–97   | Roderick Blakney    | South Carolina State   | Base            | Junior    |
| 1997–98   | Antoine Brockington | Coppin State           | Base            | Junior    |
| 1998–99   | Damian Woolfolk     | Norfolk State          | Escolta         | Junior    |
| 1999–00   | Damian Woolfolk (2) | Norfolk State          | Escolta         | Senior    |
| 2000–01   | Tarvis Williams     | Hampton                | Pívot           | Junior    |
| 2001–02   | Tommy Adams         | Hampton                | Base / Escolta  | Senior    |
| 2002–03   | Ron Williamson      | Howard                 | Escolta         | Senior    |
| 2003–04   | Thurman Zimmerman   | South Carolina State   | Escolta / Alero | Sophomore |
| 2004–05   | Chakowby Hicks      | Norfolk State          | Base            | Senior    |
| 2005–06   | Jahsha Bluntt       | Delaware State         | Alero           | Junior    |
| 2006–07   | Jahsha Bluntt (2)   | Delaware State         | Alero           | Senior    |
| 2007–08   | Jamar Smith         | Morgan State           | Escolta         | Senior    |
| 2008–09   | Tywain McKee        | Coppin State           | Base            | Senior    |
| 2009–10   | Reggie Holmes       | Morgan State           | Escolta         | Senior    |
| 2010–11   | C. J. Reed          | Bethune-Cookman        | Base            | Junior    |
| 2011–12   | Kyle O'Quinn        | Norfolk State          | Pívot           | Senior    |
| 2012–13   | Pendarvis Williams  | Norfolk State          | Base            | Junior    |
| 2013–14   | Jeremy Ingram       | North Carolina Central | Escolta         | Senior    |
| 2014–15   | Kendall Gray        | Delaware State         | Pívot           | Senior    |
| 2015–16   | James Daniel III    | Howard                 | Escolta         | Junior    |
| 2016–17   | Patrick Cole        | North Carolina Central | Base            | Senior    |
| 2017–18   | Brandon Tabb        | Bethune-Cookman        | Escolta / Alero | Senior    |
| 2018–19   | R. J. Cole          | Howard                 | Base            | Sophomore |
| 2019–20   | Jibri Blount        | North Carolina Central | Alero           | Senior    |
| 2020–21   | Anthony Tarke       | Coppin State           | Escolta         | Senior    |
| 2021–22   | Joe Bryant Jr.      | Norfolk State          | Base            | Senior    |
| 2022–23   | Joe Bryant Jr. (2)  | Norfolk State          | Base            | Graduado  |
| 2023–24   | Jamarii Thomas      | Norfolk State          | Base            | Junior    |
| 2024–25   | Blake Harper        | Howard                 | Escolta         | Freshman  |

## Ganadores por universidad
| Universidad (año de unión)    | Galardones | Años                                                 |
| ----------------------------- | ---------- | ---------------------------------------------------- |
| North Carolina A&T (1970)     | 9          | 1972, 1976, 1979, 1982, 1983, 1984, 1985, 1987, 1988 |
| Norfolk State (1997)          | 8          | 1999, 2000, 2005, 2012, 2013, 2022, 2023, 2024       |
| Coppin State (1985)           | 8          | 1990, 1991, 1994, 1995, 1996, 1998, 2009, 2021       |
| Howard (1970)                 | 7          | 1978, 1980, 1981, 2003, 2016, 2018, 2025             |
| Morgan State (1970)           | 6          | 1973, 1974, 1975, 1977, 2008, 2010                   |
| Delaware State (1970)         | 4          | 1989, 2006, 2007, 2015                               |
| North Carolina Central (1970) | 3          | 2014, 2017, 2020                                     |
| South Carolina State (1970)   | 3          | 1993, 1997, 2004                                     |
| Bethune-Cookman (1979)        | 3          | 1986, 2011, 2018                                     |
| Hampton (1995)                | 2          | 2001, 2002                                           |
| Florida A&M (1979)            | 1          | 1992                                                 |
| Maryland–Eastern Shore (1970) | 0          | —                                                    |
| Savannah State (2010)         | 0          | —                                                    |